# إدوارد مور
إدوارد مور (بالإنجليزية: Edward Moore)‏ (17 مارس 1993 في جنوب أفريقيا - ) هو لاعب كريكت جنوب أفريقي.

## وصلات خارجية
- إدوارد مور على موقع إي آس بي آن كريك إنفو (الإنجليزية)